# 元井和一郎
元井和一郎（もとい わいちろう、天保14年（1843年） - 没年不明）は、越後国刈羽郡柏崎出身で、極短期間のみ新選組に所属。後、衝鉾隊隊士。兵糧方。本名熊七郎。

## 生涯
名主元井森右衛門の子として生まれたが、兄・鯛蔵と仲が悪く、安政5年（1858年）5月に家出して、上野伊勢崎の伯父・栄吉のもとに住み着く。文久元年（1861年）、今度は縁戚・乕吉のもとに移り、文久3年（1863年）には江戸神谷町の商家越後屋万吉のもとを訪ねた。
元治元年（1864年）10月、新選組局長近藤勇による隊士募集に応じて一時新選組へ入隊するが、京都へ向かう前に脱退。越後屋の紹介で神奈川奉行所管轄の見廻方に就任し、和一郎と名乗る。
戊辰戦争が勃発すると、徳川幕府が崩壊して給料が得られなくなってしまったため、帰郷を決意。途中、佐野藩で古屋佐久左衛門率いる一隊（後、衝鉾隊）に遭遇し、なかば強制的に所属させられる。
会津に着くと、正式に兵糧方を任され、各地に従軍。仙台で榎本武揚艦隊と合流して蝦夷地へ渡った。この時、兵糧方頭取に昇格。
箱館戦争降伏後、静岡藩預かりとなり、明治3年（1870年）3月、赦免。以後の消息は不明となっている。